# Frank Le Maistre
Frank Le Maistre (Fraînque Le Maistre en normand), né le 19 mai 1910 à Saint-Ouen (Jersey) et mort le 13 août 2002, est un auteur, journaliste et linguiste du jersiais et du normand. Il était également un grand défenseur de la langue française à Jersey.

## Biographie
Originaire d’une vieille famille de Saint-Ouen, Fraînque Le Maistre a parlé et écrit sa langue natale toute sa vie. Il a été rédacteur du Bulletîn d'Quart d'An de l’Assembliée d'Jèrriais de 1952 à 1973.
Après avoir quitté l’école, il travaille dans un bureau d’écrivains puis pour le Département d’Agriculture à la Ferme des États de Jersey. Ce travail l’a mené tout à travers Jersey, lui donnant l’occasion de dialoguer et d’interroger beaucoup d’anciens pendant plus de quatre décennies, période durant laquelle il a collecté des centaines de mots et de phrases en jersiais de toutes les paroisses et de produire nombre d’œuvres littéraires et historiques.
Durant les années 1930 puis durant l’Occupation, il a rédigé des articles dans les Chroniques de Jersey sous le nom de plume de Marie la Pie.
Les profondes connaissances en linguistique qu’il a acquises lui ont permis de composer son remarquable Dictionnaire Jersiais-Français. On lui doit également nombre de poésies et de pièces en prose publiées dans le Bulletîn d’Quart d’An. également rédacteur dans nombre d’autres publications, il est l’auteur de beaucoup de revues sur nombre d’autres auteurs. On lui a décerné le Prix littéraire du Cotentin en 1967.
Fraînque Le Maistre était vraiment un Jersiais jusqu’à la moelle et l’amour de son ile transparaît dans ses pièces, ses couplets et ses articles sur les animaux, le temps, les coutumes et les croyances, parmi d’autres. Lui et son dictionnaire étaient comme deux encyclopédies.
Deux de ses textes, Rigodon de chorchellerie et La Bouaissie, ont été mis en musique par l'association Magène en 1989 et 1998. 
En 2013, La Bouaissie a été reprise par le groupe musical de Jersey Les Badlabecques. Les Badlabecques ont mis en musique la chanson Man Bieau P'tit Jèrri d’après le texte en langue jersiaise de Frank Le Maistre.

## Hymnes à Jersey
Jersey possède deux hymnes nationaux, Ma Normandie de l'auteur normand Frédéric Bérat et Man Bieau P'tit Jèrri d'après les paroles en jersiais de Frank Le Maistre.
Man Bieau P'tit Jèrri
- Y'a un coin d'tèrre qué j'aime, qué j'n'oubliéthai janmais -
- Dans mes pensées tréjous preunmyi -
- Car jé n'vai rein à compather à ses bieautés
- Dans touos mes viages à l'êtrangi.
- Jèrri, man paradis, pus belle taque souos l'solé -
- Qué j'aime la paix dé chu Jèrri!
- L'amour lé veurt, j'ai si envie dé m'en r'aller
- Èrvaie man chièr pétit pays.

- Man bieau p'tit Jèrri, la reine des îles -
- Lieu dé ma naissance, tu m'pâsse bein près du tchoeu;
- Ô, tchi doux souv'nîn du bouôn temps qu'j'ai ieu
- Quand j'pense à Jèrri, la reine des îles!

- Jé connais touos tes charmes; et combein qu'j'en ai joui
- Auve eun-é chiéthe anmie, aut' fais!
- Quand même qué pouor achteu jé n'sais pon tout près d'lyi,
- N'y'a rein qu'Jèrri dans mes pensées.
- Et pis, comme tout bouôn Jèrriais, dans l'fond dé man tchoeu
- J'ai grand' envie dé m'en r'aller
- Dans l'île tchi m'a donné tant d'amour et d'bonheu,
- Èrvaie ma chiéthe et man siez-mé.

- Man bieau p'tit Jèrri, la reine des îles -
- Lieu dé ma naissance, tu m'pâsse bein près du tchoeu;
- Ô, tchi doux souv'nîn du bouôn temps qu'j'ai ieu
- Quand j'pense à Jèrri, la reine des îles!

## Œuvres
- Dictionnaire jersiais-français ; le parler Normand à Jersey, avec Albert Lucien Carré, Gorey, Don Balleine Trust, 1966
- English-Jersey language vocabulary, avec Albert Lucien Carré et Philip M. De Veulle, Gorey, Don Balleine Trust, 1972
- Jersey place names : a corpus of Jersey toponymy, avec Charles Stevens, Jean Arthur, Joan Stevens, et al., Saint-Hélier, Société jersiaise, 1986,  (ISBN 978-0-901897-17-6)
- Who's who in the Channel Islands, Jersey, Channel Islands Pub. Co. Ltd., 1967

## Source
- (nrm) Cet article est partiellement ou en totalité issu de l’article de Wikipédia en narum intitulé « Frank Le Maistre » (voir la liste des auteurs).